# Estela de Lilibea

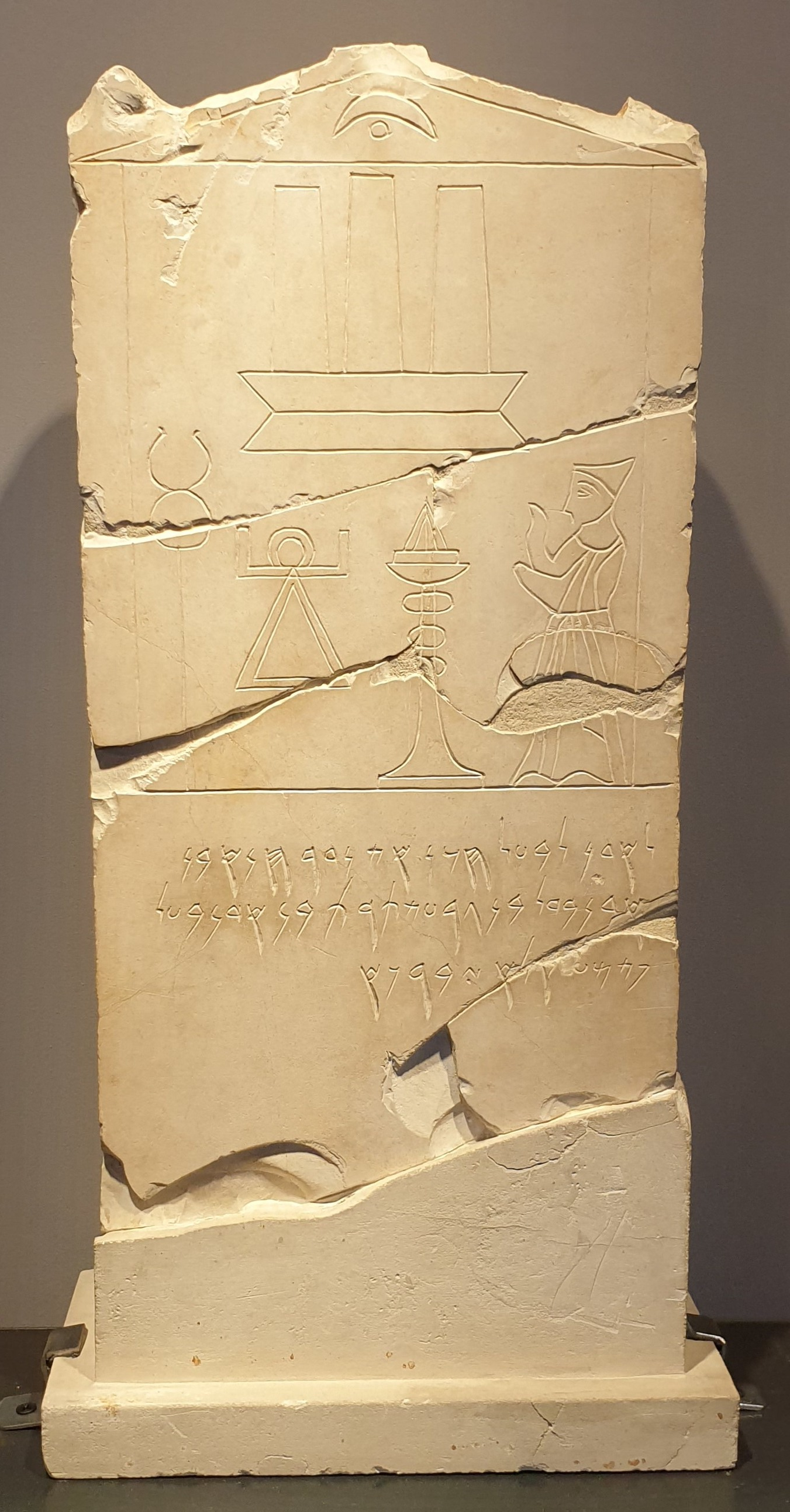
Estela de Lilybaeum

La estela de Lilybaeum es una lápida fenicia encontrada en Sicilia publicada por primera vez en 1882.
La estela fue publicada en el Corpus Inscriptionum Semiticarum, habiendo sido suministrada a Renan por el conde Francesco Hernandez di Carrera. Mide 0,37 x 0,22 m y está realizada en piedra.
Fue encontrada en Marsala (la Lilibea romana), en una zona conocida como il Timpone di S. Antonio. Actualmente se encuentra en el Museo Arqueológico Regional Antonino Salinas de Palermo.

## Inscripción
Las inscripciones se conocen como KAI 63 y CIS I 138. Se trata de una inscripción votiva púnica típica, dedicada a Baal Hammon por Hanno, hijo de Adonbaal:
| LʾDN LBʿL ḤMN ʾŠ NDR ḤNʾ BN | Al señor - a Baal Hammon, (la estela stele) que jura Hanno |
| ʾDNBʿL BN GRʿŠTRT BN ʾDNBʿL | hijo de Adonbaal hijo de Gerastart hijo de Adonbaal        |
| K ŠMʿ QLʾ YBRKʾ             | para que su voz sea oída, bendito sea                      |

## Diseño

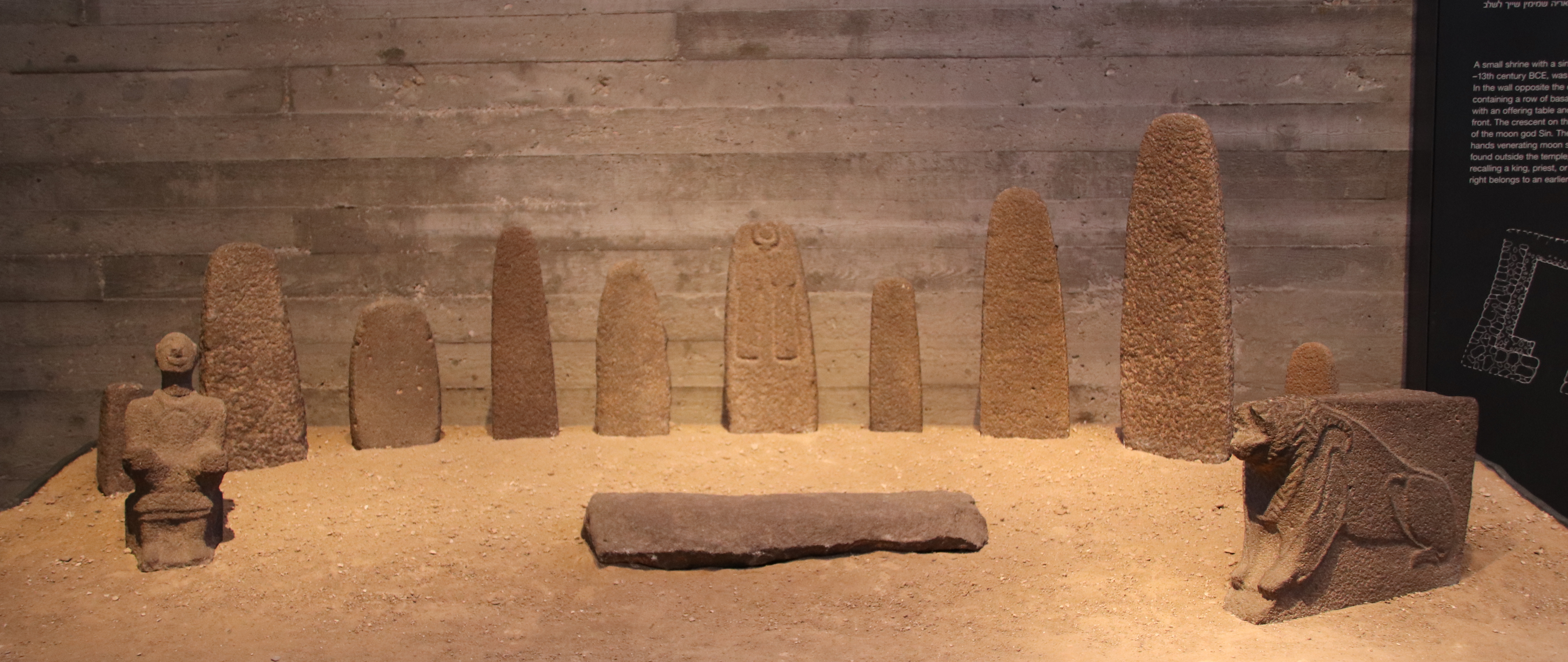
Estelas y estatuas del templo Orthostat en Hazor. La línea de estelas (posicionadas tal como fueron encontradas) es similar a la línea en la parte superior de la estela de Lilybaeum, y en el medio hay una estela con una media luna y un disco (símbolo de Baal Hammon) y una mano extendida hacia ella (relacionada con Tannit)

La estela muestra algunos símbolos religiosos fenicios importantes. Estos símbolos incluyen símbolos de Tanit (véase signo de Tanit) y Baal Hammon (una media luna y un disco), un caduceo, un incensario y un sacerdote extendiendo su mano derecha hacia arriba (posición relacionada con el culto a Tanit), así como un representación de una línea de estelas en un escenario, similar a una línea de estelas encontrada en Jasor (Hazor). En una de las estelas de Hazor está grabada una media luna con un disco y dos manos extendidas hacia ellos.

Su relevancia fue descrita por Georges Perrot y Charles Chipiez en 1885:
... El principal interés del monumento reside en el bajorrelieve de su parte superior. En medio del campo se alza uno de esos candelabros de los que ya hemos dado ejemplos extraídos de las estelas cartaginesas; a la izquierda está el cono sagrado, aquí representado con cabeza y brazos como en las monedas de ciertas ciudades asiáticas; cerca del cono hay un caduceo, a la derecha hay un hombre adorando. Este está vestido con una túnica que llega hasta los pies y recogida en una banda alrededor de la cintura; lleva una gorra puntiaguda en la cabeza. Todo esto carece de valor como obra de arte, pero da una buena idea del traje fenicio, un traje que se parece a los que todavía usan en el Levante los comerciantes griegos, sirios y armenios que aún no han adoptado la moda europa.